# Vulnérabilité des installations nucléaires aux attaques
La vulnérabilité des installations nucléaires aux attaques délibérées est un sujet de préoccupation dans le domaine de la sûreté et de la sécurité nucléaires. Les centrales nucléaires, les réacteurs de recherche civils, certaines installations de combustible naval, les usines d'enrichissement d'uranium, les usines de fabrication de combustible mais aussi potentiellement les mines d'uranium sont vulnérables à des attaques qui pourraient entraîner une contamination radioactive à grande échelle. Il y a plusieurs types généraux de menaces : les attaques au sol de type commando sur des équipements qui s'ils sont endommagés pourraient entraîner la fusion du cœur d'un réacteur ou une dispersion massive de radioactivité, les attaques externes telles que l'écrasement d'un avion sur un ensemble de réacteurs, et les cyberattaques. Le survol par drone, les attaques par l'eau, l'infiltration de personnel malveillant ou encore le sabotage ou détournement des convois radioactifs sont également sources d'inquiétudes.

## Attaques militaires
Les réacteurs nucléaires deviennent des cibles privilégiées pendant les conflits militaires et, au cours des trois dernières décennies, ont été attaqués à plusieurs reprises lors de frappes aériennes, d'occupations, d'invasions et de campagnes militaires,.

### Incidents recensés
Le 25 mars 1973, avant l'achèvement de sa construction, la centrale nucléaire d'Atucha I en Argentine a été temporairement occupée par l'Armée révolutionnaire du peuple alors que le site était ouvert au public un dimanche. S'étant emparés des armes du détachement de sécurité dont les membres avaient été faits prisonniers, ils avaient réussi à atteindre l'entrée du réacteur, scellée par d'imposants blocs de ciment, pour finalement y peindre le message « Pour l'unité des forces du peuple », l'étoile à cinq branche de l'organisation ainsi que son acronyme, ERP. Au moment de se retirer, ils ont eu un affrontement avec la police et tiré sur deux de ses agents.
Le 30 septembre 1980, pendant la guerre Iran-Irak, la Force aérienne de la République islamique d'Iran a mené l'opération Scorch Sword (en), une frappe aérienne surprise sur le complexe nucléaire d'Al Tuwaitha (en) dans l'Irak baasiste. Les résultats du raid, qui a eu lieu à 17 kilomètres au sud-est de Bagdad, sont controversés. Un témoin oculaire a rapporté que deux bombes ont rebondi sur le dôme du réacteur. D'autres bombes auraient endommagé, entre autres, les pompes et les canalisations de la tour de refroidissement ainsi que les installations de stockage et de traitement déchets radioactifs liquides. Des journalistes français ont photographié sur place d'importants incendies déclenchés par l'attaque. Cependant, l'Occident mais également l'Irak ont affirmé qu'aucun dégât majeur n'avait été causé,,.
En juin 1981, dans le cadre de l'opération Opera dont l'objectif était de ralentir l'accès à l'arme nucléaire de l'Irak, l'armée de l'air israélienne a lancé une frappe aérienne qui a complètement détruit le réacteur nucléaire de recherche Osirak, toujours sur le site d'Al Tuwaitha. Selon le renseignement israélien, aucune pollution radioactive n'aurait pu être engendrée car le réacteur n'était pas opérationnel et n'était pas encore chargé avec son combustible nucléaire. Toutefois, dix soldats irakiens ainsi qu'un ingénieur français ont été tués,.
Le 18 décembre 1982, Umkhonto we Sizwe, la branche armée du Congrès national africain (ANC), a attaqué la centrale nucléaire de Koeberg alors qu'elle était encore en construction et a posé quatre mines limpet à l'intérieur des installations. Deux d'entre elles ont explosé sur les couvercles de cuve et endommagé les mécanismes de barres de commande ; les deux autres ont causé des dégâts matériels importants dans les installations électriques,. Les dommages causés ont été estimés à 500 millions de rands et la mise en service de la centrale a été repoussée de 18 mois.
Entre 1984 et 1987, l'Irak a bombardé la centrale nucléaire de Bouchehr en Iran à six reprises. Les réacteurs, qui étaient toujours en construction, ont été lourdement endommagés.
En 1991, pendant la guerre du golfe, l'US Air Force a bombardé les deux autres réacteurs nucléaires du site d'Al Tuwaitha et une installation pilote d'enrichissement en Irak. Les cœurs des réacteurs ont depuis été comblés avec du béton mais le site a été la cible de nombreux pillages à la suite de l'invasion américaine en 2003. Les matériaux contaminés ont été vendus ou utilisés localement comme ferraille,.
Toujours en 1991, trois missiles Scud ont été lancés par l'Irak en direction du complexe nucléaire israélien de Dimona sans toutefois atteindre leur cible, s'écrasant ainsi dans le désert environnant.
Dans la nuit du 5 au 6 septembre 2007, dans le cadre de l'opération Orchard, Israël a bombardé et détruit un immeuble camouflant un réacteur à eau lourde en construction dans le gouvernorat de Deir ez-Zor. Le régime syrien a toujours nié l'existence de cette installation de fabrication nord-coréenne. Dix ingénieurs nord-coréens ont d'ailleurs été tués lors de l'attaque.
Dans la nuit du 3 au 4 mars 2022, à la suite de l'invasion de l'Ukraine par la Russie, la centrale nucléaire de Zaporijjia à Enerhodar a été la cible de frappes par l'armée russe provoquant un incendie dans le bâtiment de formation du personnel situé à quelques centaines de mètres du réacteur no 1, ainsi que le décès de trois salariés. Dès lors sous le contrôle des forces russes, la centrale et ses alentours ont fait l'objet de nombreux autres bombardements. Si aucun dégât n'a entraîné de rejets radioactifs sur le site, la centrale a dû être déconnectée et reconnectée au réseau électrique à plusieurs reprises. Le 6 septembre 2022, après inspection du site, l'Agence internationale de l'énergie atomique (AIEA) a réclamé une zone de sécurité autour de la centrale, expliquant dans son rapport que « les bombardements sur le site et dans les environs doivent cesser immédiatement pour éviter de provoquer de nouveaux dommages aux installations ». Le 8 octobre 2022, l'AIEA a déclaré qu'à la suite de nouveaux bombardements, la centrale a perdu sa dernière source d’alimentation électrique externe et que le site se procure « l’électricité dont il a besoin pour le refroidissement du réacteur et d’autres fonctions essentielles de sûreté et de sécurité nucléaires » uniquement grâce à des générateurs diesel. La centrale a été reconnectée au réseau le lendemain et Rosatom y a envoyé du diésel supplémentaire. Le 11 aout 2024, un incendie s'est déclaré dans l'une des deux tours aéroréfrigérantes de la centrale. Selon l'Ukraine, les occupants russes en étaient les responsables, et selon le gouverneur prorusse de la région, Evguéni Balitsky, l'incendie aurait été provoquée par le bombardement de la ville d'Energodar par l'armée ukrainienne. L'AIEA a indiqué qu'elle n'avait « pas relevé d'impact sur la sûreté nucléaire ».

### La vulnérabilité des réacteurs nucléaires et des sites de stockage des déchets radioactifs situés en zone de guerre
Les risques liés aux systèmes d'énergie nucléaire ne se limitent pas aux bombardements délibérés des centrales nucléaires et de leurs alentours. Les attaques menées délibérément ou non sur des sites de stockage des déchets radioactifs et leurs alentours sont également une préoccupation, qui n'a été que grandissante notamment avec les risques encourus durant la bataille de Tchernobyl le 24 février 2022, se soldant par l'occupation de la centrale par les forces armées russes. Jusqu'au retrait des troupes russes le 31 mars 2022 et afin d'éviter tout incident nucléaire, les employés de la centrales ont été forcés de continuer à y travailler. Cependant, l'épuisement et le stress provoqués par les conditions de travail particulièrement difficiles auraient pu entraîner des erreurs importantes de la part des employés. L'alimentation électrique de la centrale a par ailleurs été endommagée à plusieurs reprises, ce qui aurait pu provoquer une nouvelle catastrophe nucléaire si les générateurs de secours n'avaient pas été suffisamment alimentés en diesel,.

## Terrorisme nucléaire
Le physicien américain Amory Lovins a écrit dans son livre Brittle Power (en) en 1982 que les États-Unis fonctionnent depuis des décennies avec une énergie « fragile » - facilement bouleversée par un accident ou un acte de malveillance - et que cela constitue une importante menace grandissante pour la sécurité nationale, la vie, et la liberté. Lovins affirme que ces vulnérabilités sont de plus en plus exploitées. Son livre documente de nombreuses attaques importantes contre des installations de production d'énergie, sans lien avec une guerre, dans 40 pays et dans quelque 24 États des États-Unis. Une nouvelle édition du livre a été publiée en 2001 à la suite des attentats du 11 septembre.
Lovins affirme également qu'en 1966, 20 barres de combustible d'uranium naturel ont été volées par un ouvrier à la centrale nucléaire de Bradwell en Angleterre, et qu'en 1971, cinq autres ont été volées à la centrale nucléaire de Wylfa au Pays de Galles. En 1971, un intrus a blessé un des gardiens de nuit du réacteur de la centrale nucléaire de Vermont Yankee aux États-Unis. Le bâtiment du réacteur de l'Université de New York a été cambriolé en 1972, tout comme le bâtiment de stockage de combustibles de la centrale nucléaire d'Oconee en 1973. En 1975, des employés de l'usine de plutonium Kerr McGee ont volé et emporté chez eux des milliers de dollars de platine. Toujours en 1975, à la centrale nucléaire de Biblis en Allemagne, un député a démontré le manque de sécurité en transportant un bazooka dans toute la centrale sous son manteau avant de le présenter au directeur de celle-ci.
Les centrales nucléaires ont été conçues pour résister aux tremblements de terre, aux ouragans et à d'autres types de catastrophes naturelles. Cependant, les attaques délibérées impliquant de grands avions de ligne remplis de carburant, comme ceux qui se sont écrasés sur le World Trade Center et le Pentagone, n'ont pas été prises en compte lors de la détermination des exigences de conception du parc actuel de réacteurs. En 1972, trois pirates de l'air ont pris le contrôle d'un vol intérieur de passagers Southern Airways 49 le long de la côte est des États-Unis et ont menacé de faire s'écraser l'avion sur une usine d'armes nucléaires américaine à Oak Ridge, dans le Tennessee. L'avion s'est approché à 8 000 pieds au-dessus du site avant que les exigences des pirates de l'air ne soient satisfaites,.
En février 1993, un homme a franchi avec sa voiture un poste de contrôle de la centrale nucléaire de Three Mile Island avant de foncer dans une porte métallique du bâtiment de la turbine du réacteur de l'unité 1. L'intrus, qui avait des antécédents de maladie mentale, est alors entré dans le bâtiment et s'y est caché pendant quatre heures avant d'être appréhendé. La journaliste Stephanie Cooke s'interroge : « Et s'il avait été un terroriste armé d'une bombe à retardement ? »
Des matières fissiles peuvent être volées dans les centrales nucléaires, ce qui peut favoriser la prolifération des armes nucléaires. De nombreux groupes terroristes sont désireux d'acquérir les matières fissiles nécessaires à la fabrication d'un engin nucléaire rudimentaire ou d'une bombe sale. La présence de matériaux d'armes nucléaires sur le marché noir est une préoccupation mondiale, et il y a une réelle inquiétude quant à la possibilité qu'un groupe terroriste fasse exploser une petite bombe nucléaire rudimentaire dans une grande ville, entraînant des pertes humaines et matérielles considérables,,. On craint qu'un groupe terroriste puisse faire exploser une bombe radiologique ou bombe sale, composée d'une source radioactive et d'un explosif conventionnel. La matière radioactive serait alors dispersée par la détonation de l'explosif. La détonation d'une telle arme n'est pas aussi puissante qu'une explosion nucléaire, mais peut engendrer des retombées radioactives considérables. Un groupe terroriste peut également positionner certains de ses membres ou sympathisants dans une centrale nucléaire dans le but de la saboter de l'intérieur.

### Incidents recensés
La base de données de l'AIEA sur les incidents et le trafic (ITDB) fait état de plus de 3500 incidents signalés par 139 pays depuis 1995, dont 10 % ont été confirmés comme des actes liés au trafic ou à une utilisation malveillante et 30 % pour lesquels il n'y a pas suffisamment d'informations pour déterminer s'ils sont liés au trafic ou à une utilisation malveillante.
En 1998, la police turque a arrêté 6 personnes pour la contrebande de 13 tubes de verre soupçonnés de contenir des matières nucléaires en provenance d'Iran. Les suspects avaient affirmé que les cylindres contenaient du venin de serpent avant d'avouer qu'ils prévoyaient de les livrer à Istanbul et de les vendre chacun pour 1 000 dollars.
En 2001, la police d'Istanbul a saisi 2 kilogrammes d'osmium-187 dans 64 tubes de verre et placé 6 personnes en garde à vue. Les douaniers avaient été informés de l'existence d'une société impliquée dans un réseau international de contrebande de matières nucléaires et chimiques. L'osmium, résistant à la chaleur, est combiné au plutonium pour le revêtement des ogives de missiles nucléaires.
En février 2006, le Russe Oleg Khinsagov a été arrêté en Géorgie avec trois complices géorgiens et reconnu coupable d'avoir tenté de faire passer en contrebande 79,5 grammes d'uranium hautement enrichi (UHE) à 89 % depuis la république séparatiste d'Ossétie du Sud. Son intention était de vendre le matériel de la bombe à un acheteur musulman à la tête d'une « organisation sérieuse » pour un million de dollars, acheteur qui s'était avéré être un agent géorgien,.
En novembre 2006, le MI5 a averti qu'Al-Qaïda prévoyait d'utiliser des armes nucléaires contre des villes du Royaume-Uni en se procurant les bombes par des moyens clandestins.
En juin 2007, le Federal Bureau of Investigation a communiqué à la presse le nom d'Adnan Gulshair el Shukrijumah, qui aurait dirigé des opérations visant à élaborer des plans tactiques pour faire exploser simultanément des bombes nucléaires dans plusieurs villes américaines.
En novembre 2007, deux groupes d'hommes armés aux intentions inconnues se sont infiltrés dans le centre de recherche nucléaire de Pelindaba, près de Pretoria, en Afrique du Sud. Ils se sont enfuis sans avoir dérobé d'uranium stocké dans l'installation, dont la quantité aurait pu servir à fabriquer jusqu'à 25 bombes nucléaires,.
En 2008, un employé de l'ambassade d'Ukraine en Allemagne et le responsable de la sécurité d'une banque ukrainienne ont été arrêtés avec, dans leur voiture, des matières radioactives, dont de l'uranium et du césium, d'une valeur de 3,1 millions d'euros. Les substances avaient été volées dans un centre de détention de Kiev et les deux hommes prévoyaient de les vendre à un groupe criminel.
En 2009, l'universitaire britannique Shaun Gregory a affirmé qu'Al-Qaïda et les talibans avaient attaqué des installations nucléaires pakistanaises à trois reprises, deux fois en 2007 et une fois en 2008, ce que l'armée pakistanaise a toutefois nié. Talat Masood, analyste politique, a déclaré que le lien avec le nucléaire était « un non-sens absolu ». Les trois attaques étaient des suicides et semblaient avoir pour objectif de causer un maximum de dégâts et non de s'emparer d'armes, mais Gregory a tout de même déclaré qu'ils mettaient en évidence la vulnérabilité des installations de stockage nucléaire face à un assaut.
En 2011, la police moldave a arrêté 6 personnes pour avoir tenté de vendre plus d'un kilogramme d'uranium 235 d'une valeur approximative de 20 millions de dollars.

### Préparation à la lutte contre le terrorisme nucléaire
Les terroristes pourraient prendre pour cible les centrales nucléaires dans le but de contaminer radioactivement la communauté. La Commission nationale sur les attaques terroristes contre les États-Unis avait déclaré que les centrales nucléaires étaient des cibles potentielles initialement envisagées pour les attentats du 11 septembre 2001. Si des groupes terroristes pouvaient suffisamment endommager les systèmes de sécurité pour provoquer la fusion du cœur d'un réacteur d'une centrale nucléaire et/ou suffisamment endommager les piscines de stockage de combustibles usés, une telle attaque pourrait entraîner une contamination radioactive à grande échelle - contamination qui pourrait elle-même entraîner des milliers de décès à court terme et un nombre plus important encore de décès à long terme.
La Federation of American Scientists (FAS) a déclaré que si l'utilisation de l'énergie nucléaire devait se développer de manière significative, les installations nucléaires devraient être parfaitement protégées contre les attaques qui pourraient libérer d'importantes quantités de radioactivité dans la communauté. Les nouveaux modèles de réacteurs présentent toutefois des caractéristiques de sécurité nucléaire passives telles que des barres de contrôle et d'arrêt de la réaction de fission nucléaire, des recombineurs d'hydrogène, ou encore l'inondation du cœur du réacteur sans intervention active des opérateurs de réacteur. L'Institut de radioprotection et de sûreté nucléaire (IRSN) indique que l'objectif des systèmes de sûreté passifs est « d'amener le réacteur dans un état d'arrêt sûr et de pouvoir l'y maintenir sans nécessité d'intervention humaine pendant une longue période et en limitant le recours à des fonctions supports ». Cependant, les mesures de sécurité précédemment citées ont généralement été développées et étudiées en prévention d'accidents et non d'attaques délibérées du réacteur par un groupe terroriste.
En France, l'IRSN contribue, entre autres, à la préparation, l'animation et l'analyse des exercices locaux et nationaux de sécurité destinés à vérifier et renforcer si nécessaire la protection contre la malveillance des matières, des installations et des transports nucléaires. Trois principaux types d'exercices ont été développés : des exercices de protection et d'évaluation de sécurité, des exercices de sûreté dont l'initiateur est un acte de malveillance et des exercices sur table. En 2019, l'IRSN a entrepris de renforcer son organisation dans la préparation aux situations de malveillance et s'est notamment engagé, dans le cadre de son contrat d'objectifs et de performance 2019-2023, à consacrer un exercice par an à la thématique de la malveillance. Par ailleurs, des exercices d'inventaire physique des matières nucléaires en situation de crise sont également réalisés une fois par an. Enfin, des mesures sont prises dans l'objectif de renforcer la sécurité des sites de centrale nucléaire et d'empêcher toute intrusion, telles que l'abattage des arbres autour de la centrale, des contrôles routiers renforcés ou encore la présence d'équipes cynophiles et d'alarmes sonores.
Aux États-Unis, la Commission de réglementation nucléaire, qui exige désormais que les nouvelles demandes de permis pour les réacteurs prennent en compte la sécurité pendant la phase de conception, effectue des exercices Force on Force sur tous les sites de centrales nucléaires au moins une fois tous les trois ans. Ces exercices se déroulent généralement sur 3 semaines et comprennent à la fois des exercices sur table et des exercices qui simulent un combat entre une force ennemie fictive et la force de sécurité de l'exploitant. La force ennemie tente d'atteindre et de simuler des dommages aux principaux systèmes et composants de sécurité, définis comme des « ensembles cibles » qui protègent le cœur du réacteur ou la piscine de stockage de combustibles usés, ce qui provoquerait un rejet radioactif dans l'environnement. La force de sécurité de l'exploitant s'interpose alors pour empêcher les ennemis d'atteindre les ensembles de cibles et de provoquer ainsi un tel rejet. En ce qui concerne la protection des sites de centrale nucléaire, aux États-Unis, celles-ci sont notamment entourées d'une double rangée de hautes clôtures qui sont surveillées électroniquement et un nombre important de gardes armés patrouille sur tout le site.

## Sabotage de l'intérieur
Les sabotages par des personnes de l'intérieur se produisent régulièrement car celles-ci peuvent observer et contourner les mesures de sécurité. Dans une étude sur les infractions en interne, on peut lire à plusieurs reprises que le succès de ces infractions dépendait de l'observation et de la connaissance des failles de sécurité par les auteurs.

### Incidents recensés
Depuis le début de l'ère atomique, les laboratoires nucléaires du département de l'Énergie des États-Unis sont connus pour leurs nombreuses violations des règles de sécurité. Pendant le projet Manhattan, le physicien Richard Feynman s'est vu interdire l'accès à certaines installations nucléaires ; il s'amusait à forcer des coffres-forts et à violer d'autres règles dans le but de révéler les lacunes en matière de sécurité.
En 1971, un incendie a causé entre 5 et 10 millions de dollars de dégâts à la centrale nucléaire d'Indian Point, à New York. L'incendiaire s'est avéré être un agent de maintenance de l'usine.
En 1981, à la centrale nucléaire de Beaver Valley, en Pennsylvanie, un système de refroidissement d'urgence a été désactivé.
En 1998, un groupe d'employés de l'une des plus grandes installations d'armement nucléaire de Russie a tenté de voler 18,5 kilogrammes d'UHE, ce qui est suffisant pour fabriquer une bombe. Le groupe a été intercepté par le Service fédéral de sécurité de la fédération de Russie (FSB) avant que les matériaux ne quittent le site.
En 2012, à la centrale nucléaire de San Onofre en Californie, du liquide de refroidissement a été trouvé dans le système d'huile de l'un des générateurs diesel de l'usine, un système de sécurité crucial en cas de perte de l'alimentation électrique hors site, ce qui aurait pu entraîner une panne du générateur en cas de besoin. Une enquête interne a mis en évidence des « preuves de manipulation potentielle comme cause de la condition anormale ».
En 2014, à la centrale nucléaire de Doel en Belgique, le réacteur no 4 s'est arrêté automatiquement à la suite d'une défaillance au niveau de la turbine à vapeur qui résultait d'une perte d'huile de lubrification. Le réservoir d'huile s'était entièrement vidé après que la vanne de la conduite d'évacuation ait été ouverte manuellement sans qu'une telle consigne n'ait pourtant été donnée.

### Programme nucléaire du Pakistan
Il peut également être considéré que l'ensemble du programme nucléaire pakistannais a été relancé grâce au sabotage de l'intérieur. En 1974, à la suite du premier essai d'armes nucléaires de l'Inde, le scientifique d'URENCO Abdul Qadeer Khan a écrit une lettre au Premier ministre pakistanais, Zulfiqar Ali Bhutto, dans laquelle il proposait d'aider à lancer un programme d'armes nucléaires pour son pays d'origine. Peu de temps après leurs conversations, Khan a commencé à livrer des instructions et des plans au Pakistan, auxquels il avait eu accès grâce à son travail de traduction des conceptions sophistiquées des centrifugeuses G-1 et G-2 de l'allemand vers le néerlandais. Khan avait également acquis les connaissances essentielles pour gérer les opérations de centrifugation auprès d'URENCO, qu'il transmettra plus tard aux scientifiques du Pakistan. Quand ses collègues d'URENCO ont commencé à soupçonner que quelque chose se passait, Khan s'était déjà enfui vers sa sécurité garantie au Pakistan. Après seulement six ans, Khan a déclaré que ses usines « produisaient des quantités substantielles d'uranium ». En raison de son aide pour fournir au Pakistan les plans nécessaires pour commencer à enrichir de l'uranium à l'intérieur de ses frontières, Khan est aujourd'hui considéré comme « le père du programme d'armes nucléaires du Pakistan ».

## Désobéissance civile

### Aux États-Unis
Divers actes de désobéissance civile commis depuis 1980 par le groupe pacifiste Plowshares (en) ont montré comment les installations d'armes nucléaires peuvent être pénétrées. Les actions du groupe représentent d'importantes atteintes à la sécurité dans les usines d'armes nucléaires aux États-Unis. Le 28 juillet 2012, trois membres de Plowshares ont franchi les clôtures du Y-12 National Security Complex à Oak Ridge, dans le Tennessee, qui fabrique des armes nucléaires américaines et entrepose de l'UHE. Le groupe a peint à la bombe des messages de protestation, accroché des banderoles et aspergé du sang. L'Administration nationale de la sécurité nucléaire a reconnu la gravité de cette action au cours de laquelle les manifestants sont entrés dans une zone de haute sécurité de la centrale, qualifiant la violation de la sécurité de « sans précédent ». L'entreprise de sécurité indépendante, WSI, a alors entrepris une « pause de sécurité » d'une semaine, un arrêt de la production d'armes et une formation de remise à niveau obligatoire pour tout le personnel de sécurité. Les experts en politique de non-prolifération se sont inquiétés de l'aisance relative avec laquelle de simples manifestants non armés ont pu franchir une clôture et pénétrer au centre de l'installation. Cela prouverait une fois de plus que la sécurité nucléaire – la sécurisation de l'UHE et du plutonium – devrait être une priorité absolue pour empêcher les groupes terroristes de mettre la main sur du matériel permettant de fabriquer des bombes nucléaires. Ces experts ont remis en question « le recours à des sociétés privées pour assurer la sécurité des installations qui fabriquent et stockent le matériel militaire le plus dangereux du gouvernement »,.

### En Belgique
Depuis 2010, au moins quatre failles de sécurité ont pu être observées à la base aérienne de Kleine Brogel. Le site entreposerait une vingtaine de bombes nucléaires américaines, et a pu être pénétré en 2010, 2012, 2018 et 2019 par, au total, une trentaine de militants antinucléaires et eurodéputés.

### En France
De nombreux actes de désobéissance civile sont régulièrement menés par l'ONG environnementale Greenpeace, dont un des objectifs est de mettre en lumière la facilité d'accès et la vulnérabilité des installations et équipements sensibles des centrales nucléaires.
En décembre 2011, neuf activistes ont pénétré dans la centrale nucléaire de Nogent-sur-Seine, dont certains ont réussi à grimper sur le dôme de l'un des réacteurs, où ils ont déployé une banderole affichant « Le nucléaire sûr n'existe pas ». Dans le même temps, deux autres militants se sont introduits sur le site de la centrale nucléaire de Cruas et y sont restés pendant près de 14h sans être inquiétés. Pendant la journée, ils sont apparus dans des vidéos postées par Greenpeace. Le groupe EDF a assuré que les équipes de surveillance avaient rapidement repéré le groupe grâce au dispositif de sécurité, compris immédiatement qu'ils s'agissait de militants pacifiques non armés et que leur cheminement avait été suivi en permanence sur le site, raison pour laquelle il avait été décidé de ne pas faire usage de la force.
En mai 2012, un militant allemand a survolé la zone aérienne interdite de la centrale nucléaire du Bugey à bord d'un parapente à moteur, avant de déposer deux fumigènes sur le dôme d'un des réacteurs. Il a été arrêté après avoir atterri dans l'enceinte du site.
En octobre 2017, des militants se sont introduits sur le site de la centrale nucléaire de Cattenom et ont allumé un feu d'artifice à proximité d'une piscine d'entreposage de combustible usé.
En novembre 2017, 22 militants sont retournés sur le site de Cruas. Ils ont découpé le grillage d'enceinte pour rentrer, allumé des fumigènes et laissé des empreintes de mains à la peinture sur une piscine d'entreposage de combustibles usés. Les militants ont écopé de 4 mois de prison avec sursis et Greenpeace a été condamné à payer 670.000 euros à EDF, au titre du préjudice matériel, économique et moral.

## Cyberattaques
La fréquence des cyberattaques est en augmentation et celles-ci sont de plus en plus sophistiquées. Stuxnet est un ver informatique découvert en juin 2010 vraisemblablement créé par les États-Unis et Israël pour attaquer l'équipement nucléaire de l'Iran. Il a causé des dommages importants à l'usine d'enrichissement d'uranium de Natanz, en modifiant la vitesse de rotation des centrifugeuses, mais également au réacteur de la centrale de Bouchehr. Stuxnet se propage initialement via Microsoft Windows et cible les systèmes de contrôle industriel Siemens. Bien que ce ne soit pas la première fois que des pirates informatiques ciblent des systèmes industriels, il s'agit du premier malware découvert qui les espionne et les subvertit, et le premier à inclure un rootkit d'automate programmable industriel (API),. L'usine d'enrichissement d'uranium de Natanz a par ailleurs été la cible d'une nouvelle cyberattaque en avril 2021, dont Israël est soupçonné d'être à l'origine. Si aucune fuite radioactive n'a résulté de cette attaque, elle a toutefois perturbé une partie du réseau de distribution d'électricité et aurait affecté de nombreuses centrifugeuses de différents types.
En 2007, le Laboratoire national de l'Idaho a mené une expérience nommée Aurora Generator Test (en) pour démontrer comment une cyberattaque pouvait détruire les composants physiques d'un réseau électrique. L'expérience utilisait un programme informatique pour ouvrir et fermer rapidement les disjoncteurs d'un groupe électrogène diesel en les déphasant du reste du réseau et en les faisant exploser. Cette vulnérabilité est connue sous le nom de la « Vulnérabilité Aurora ».
En décembre 2014, ce sont les ordinateurs de l'opérateur des centrales nucléaires de Corée du Sud, Korea Hydro & Nuclear Power (en), qui ont été piratés, ayant pour conséquence la diffusion des données personnelles de près de 11 000 employés ainsi que des plans de réacteurs et de leurs circuits de refroidissement.
En 2015, le site britannique de retraitement et de stockage de déchets nucléaires Sellafield, en Angleterre, a été piraté par des hackers liés à la Russie et à la Chine. Des logiciels malveillants ont été détectés dans les réseaux informatiques de Sellafield sans que l'on puisse savoir pour autant quand les violations de sécurité ont réellement débuté. Elles concernaient certaines des activités les plus sensibles du site telles que le transport de déchets radioactifs, la surveillance des fuites, le système anti-incendie, mais également le protocole nucléaire d’urgence en cas d’attaque extérieure.
En décembre 2017, il a été signalé que les systèmes de sécurité d'une centrale électrique non identifiée, vraisemblablement située en Arabie saoudite, avaient été compromis lorsque la technologie de sécurité industrielle Triconex (en), fabriquée par Schneider Electric SE, avait été ciblée dans ce qui semblait être une attaque commanditée par un autre État. La société de sécurité informatique Symantec a affirmé que le logiciel malveillant, connu sous le nom de « Triton », exploitait une vulnérabilité des ordinateurs exécutant le système d'exploitation Microsoft Windows.
Le 16 août 2022, 7,25 millions de robots ont ciblé pendant trois heures le site officiel d'Energoatom, l'opérateur public ukrainien des centrales nucléaires, qui a annoncé que cette cyberattaque n'avait pas eu d'impact significatif sur le travail de son site. Initiées par le groupe russe « Cyberarmée populaire », il s'agissait d'attaques par déni de service : un très grand nombre de connexions sont envoyées vers un nom de domaine dans l'objectif de le rendre temporairement inaccessible.
Le 25 mars 2023, les Anonymous ont lancé une offensive contre la centrale nucléaire de Dimona en Israël. Ils affirment être parvenus à forcer les systèmes de sécurité pour voler et divulguer ou effacer des données telles que des milliers de mails, de factures, de documents PDF, ou encore de tableaux Excel.

## La population autour des centrales nucléaires
Selon Laurent Stricker, ingénieur nucléaire et président de l'Association mondiale des exploitants nucléaires, la densité de population est l'un des critères essentiels à l'évaluation des risques.
172 000 personnes vivant dans un rayon de 30 kilomètres autour de la centrale nucléaire de Fukushima Daiichi ont été contraintes ou invitées à évacuer la zone lors de l'accident nucléaire du 11 mars 2011. Plus généralement, une analyse réalisée en 2011 par la revue Nature et l'université de Columbia montre que 21 centrales nucléaires comptent plus d'un million d'habitants dans un rayon de 30 km, et que six centrales comptent plus de 3 millions d'habitants dans ce même rayon.
La centrale nucléaire KANUPP de Karachi, au Pakistan, est celle qui compte le plus grand nombre d'habitants (8,2 millions) dans un rayon de 30 kilomètres, bien qu'elle ne dispose que d'un seul réacteur relativement petit d'une puissance de 125 mégawatts. Viennent ensuite des centrales beaucoup plus importantes : la centrale taïwanaise de Kuosheng (1 933 mégawatts) avec 5,5 millions d'habitants dans un rayon de 30 kilomètres et la centrale de Chin Shan (1 208 mégawatts) avec 4,7 millions d'habitants. Ces deux zones incluent la capitale Taipei.
Des projets gouvernementaux visant à implanter les centrales nucléaires dans des zones rurales isolées et à transporter l'électricité par des lignes de courant continu à haute tension vers les régions industrielles permettraient de renforcer la sûreté et la sécurité. D’un autre côté, la sécurité de ces centrales nucléaires seraient considérablement menacée en cas d’impulsion électromagnétique naturelle ou artificielle, et des troubles civils qui en résulteraient dans les zones environnantes.